# Gramado
Gramado es un municipio brasileño del Estado de Río Grande del Sur, situado a 115 kilómetros al norte de Porto Alegre, capital de Río Grande del Sur. Limita con los municipios de Caxias do Sul (al norte), Três Coroas (al sur), Canela (al este), Nova Petrópolis y Santa Maria do Herval (al oeste). 

## Geografía
Ubicada en la "Sierra Gaucha", la ciudad de Gramado es poseedora de riquezas naturales exuberantes, siendo el polo turístico más importante de Rio Grande do Sul y uno de los destinos más buscados por el turismo interno brasileño. Conocida como la "Suiza del Brasil" por su arquitectura colonial alemana, Gramado convoca a turistas el año entero atraídos por sus bellezas naturales entre las que predominan sierras, valles, arroyos cristalinos y bosques de pinos, su clima templado y su legado europeo, sobre todo alemán e italiano. 

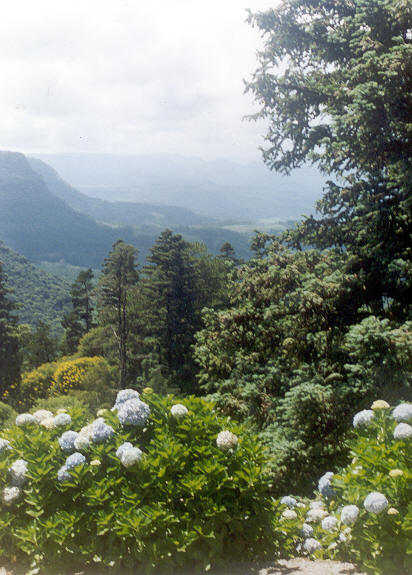
Paisaje típico gramadense.

Coronando el corredor turístico conocido como "Región de las Hortensias", Gramado se diferencia en varios aspectos de las demás ciudades brasileñas. En primer lugar, carece del sabor tropical que caracteriza al resto del país, a causa del clima frío y la gran inmigración europea. En segundo lugar, autoridades y lugareños se empeñan en embellecer la ciudad a tal punto que las calles están siempre impecables y las flores no faltan en ninguna estación. La hortensia es la flor símbolo de Gramado y está presente por doquier, no sólo en jardines privados sino también en parques públicos, calles y rutas. Su característico color azulado es dado por el suelo ácido rico en óxido de hierro. La otra gran diferencia entre Gramado y el resto del país es la ausencia del ritmo frenético que agobia a las grandes ciudades del Brasil. Muchos turistas viajan a Gramado para poder gozar de su tranquilidad, disfrutando de acogedores hoteles, buena gastronomía y excelentes compras. La ciudad se destaca en la producción de muebles, cuero, tejidos y chocolates. 

El nombre "Gramado" significa en español "pastizal". Los primeros colonos de origen portugués le confirieron este nombre pues era un punto en donde las tropas de ganado acostumbraban pastar en su largo viaje hacia el Estado de San Pablo, donde eran vendidas. A fines del siglo XIX la región comenzó a recibir inmigrantes europeos y Gramado se fue poblando de italianos y alemanes, además de portugueses. Con el tiempo el poblado fue creciendo y llegó a emanciparse en 1954, constituyéndose en municipio.

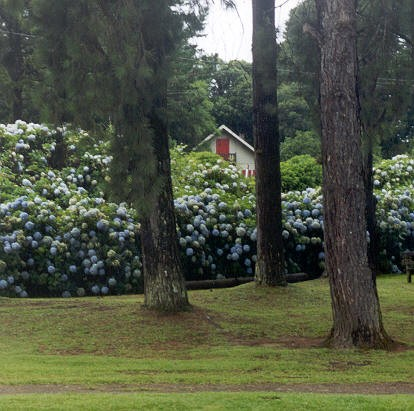
Cabaña entre hortensias y pinos.

El plano urbano de Gramado es capaz de hacer perder hasta al más orientado de los visitantes, pues las calles y manzanas se adaptan a la geografía escarpada del lugar, no dando lugar al damero tradicional de las poblaciones latinoamericanas. Las calles generalmente poseen nombres alusivos a ciudadanos ilustres y todas están enmarcadas por enormes plantas de hortensias. Hay dos avenidas principales: la Avenida Borges de Medeiros, principal arteria comercial de la ciudad, y la Avenida de las Hortensias, que recorre Gramado por completo de oeste a este, continuando hasta el vecino municipio de Canela, a 8 kilómetros. En el cruce de ambas avenidas se encuentra la plaza principal, llamada Major Nicoletti. En sus alrededores encontramos los principales edificios ciudadanos, como el Palacio Municipal, la Iglesia Matriz de San Pedro y el Palacio de los Festivales, sede de grandes eventos locales.
Entre los muchos atractivos de la localidad encontramos el Valle del Quilombo, con bosques nativos de araucarias y pequeñas colonias agrícolas; el Parque Knorr, que alberga un parque temático llamado "Aldea de Papá Noel"; el "Mini Mundo", otro parque infantil con réplicas a escala reducida de edificios famosos de Alemania; y el Lago Negro, un lago artificial rodeado de árboles cuyas semillas fueron traídas de la Selva Negra, en Alemania.
Gramado también sirve de base para explorar los alrededores, como el Parque del Caracol con su bella cascada, en Canela; la región vitivinícola de Caxias do Sul y Bento Gonçalves; y el parque nacional de Aparados da Serra, con el cañón de Itaimbezinho, el más grande de Sudamérica.
La ciudad también es famosa nacionalmente por los eventos que realiza. En el calendario local se destacan el Festival de Cine de Gramado (en agosto), el más importante del país, que premia al cine brasileño y latinoamericano; y el "Natal Luz", programación navideña que se le lleva a cabo en diciembre, donde no faltan luces, fuegos artificiales, desfiles y conciertos de música erudita.

## Clima
El clima es oceánico templado (verano suave) (Cfb, según la clasificación climática de Köppen). Los veranos no suelen ser calurosos, con temperaturas que rondan los 22 °C. Hay algunos días más calurosos, pero con tardes siempre agradables, atemperadas por el viento de la montaña y los bosques. Los inviernos son fríos, con temperaturas que a veces descienden por debajo de los 0 °C, con fuertes heladas y nevadas ocasionales.

## Imágenes

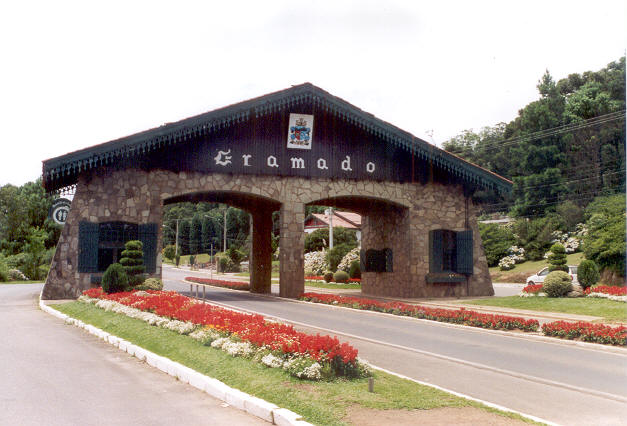
Arco de entrada a Gramado
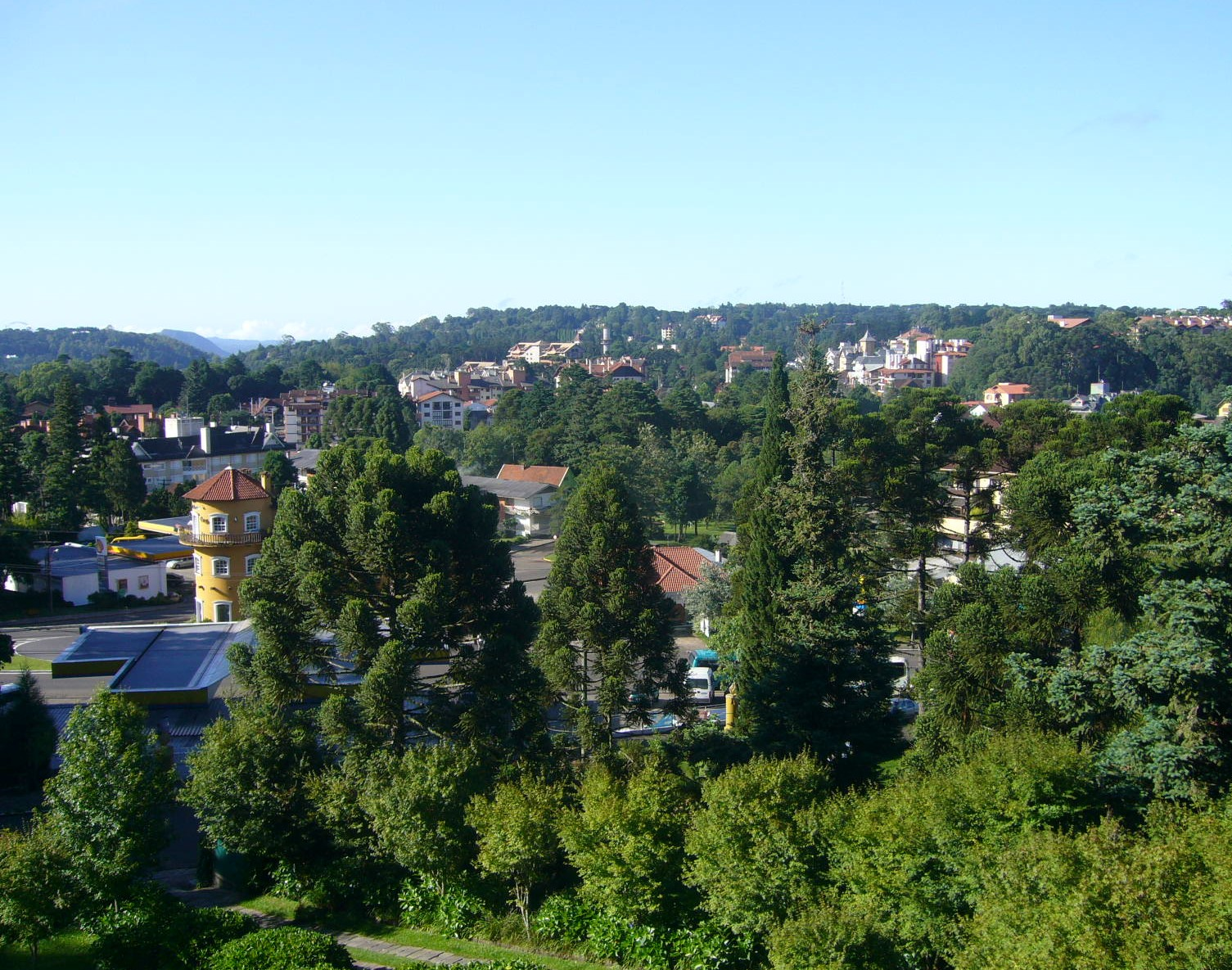
Vista del centro de la ciudad
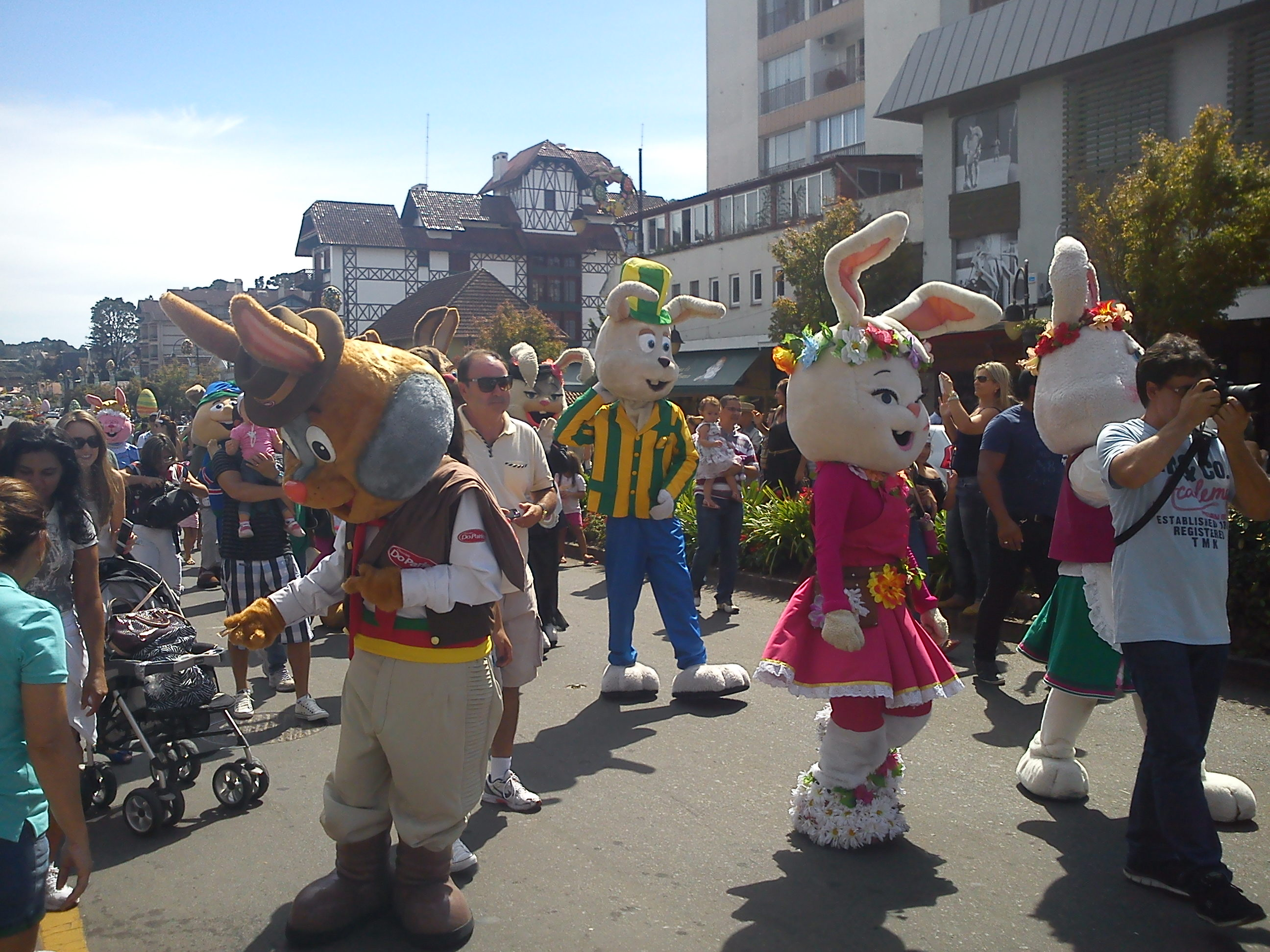
Choco-fest
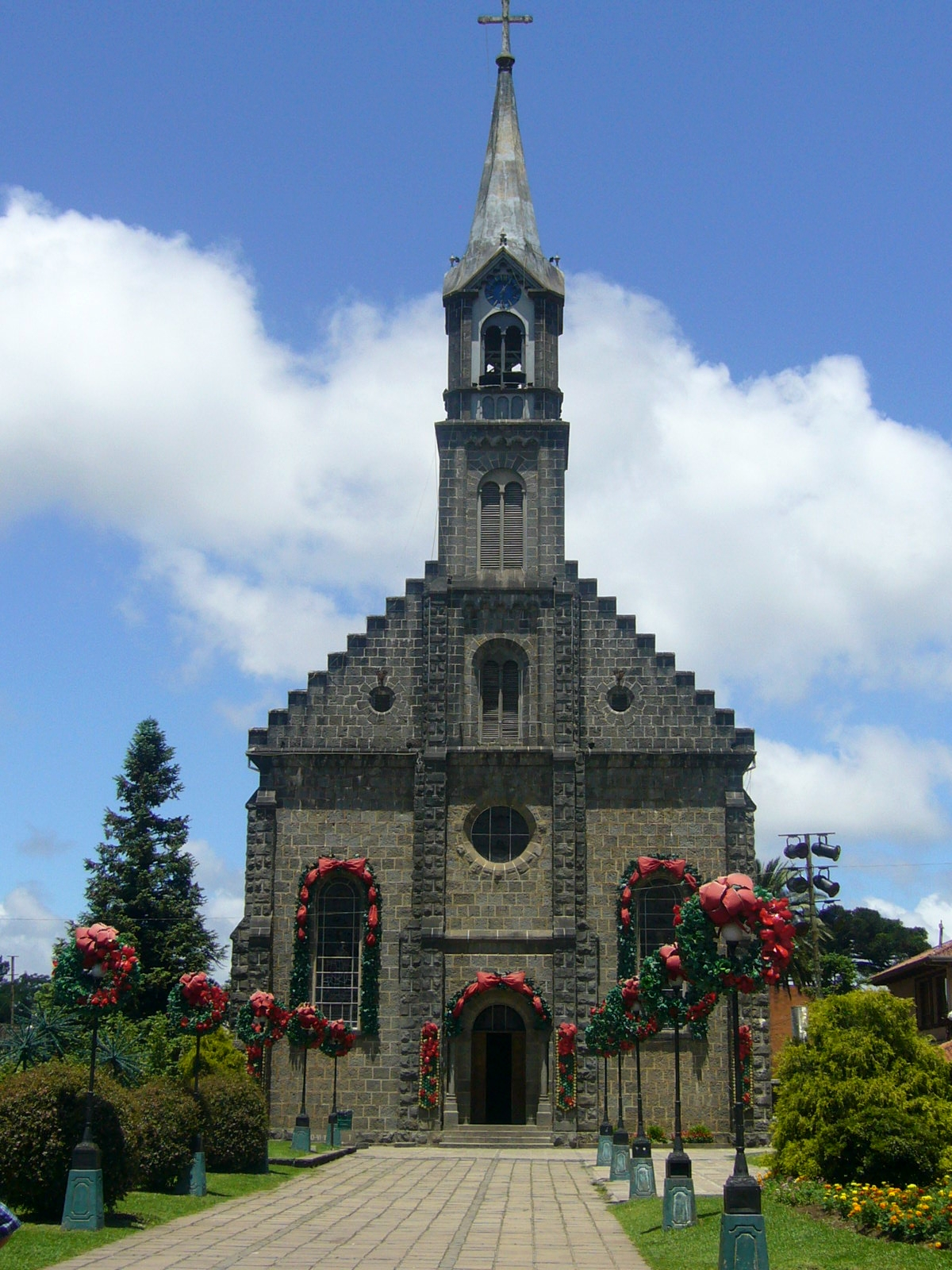
Iglesia Matriz de San Pedro
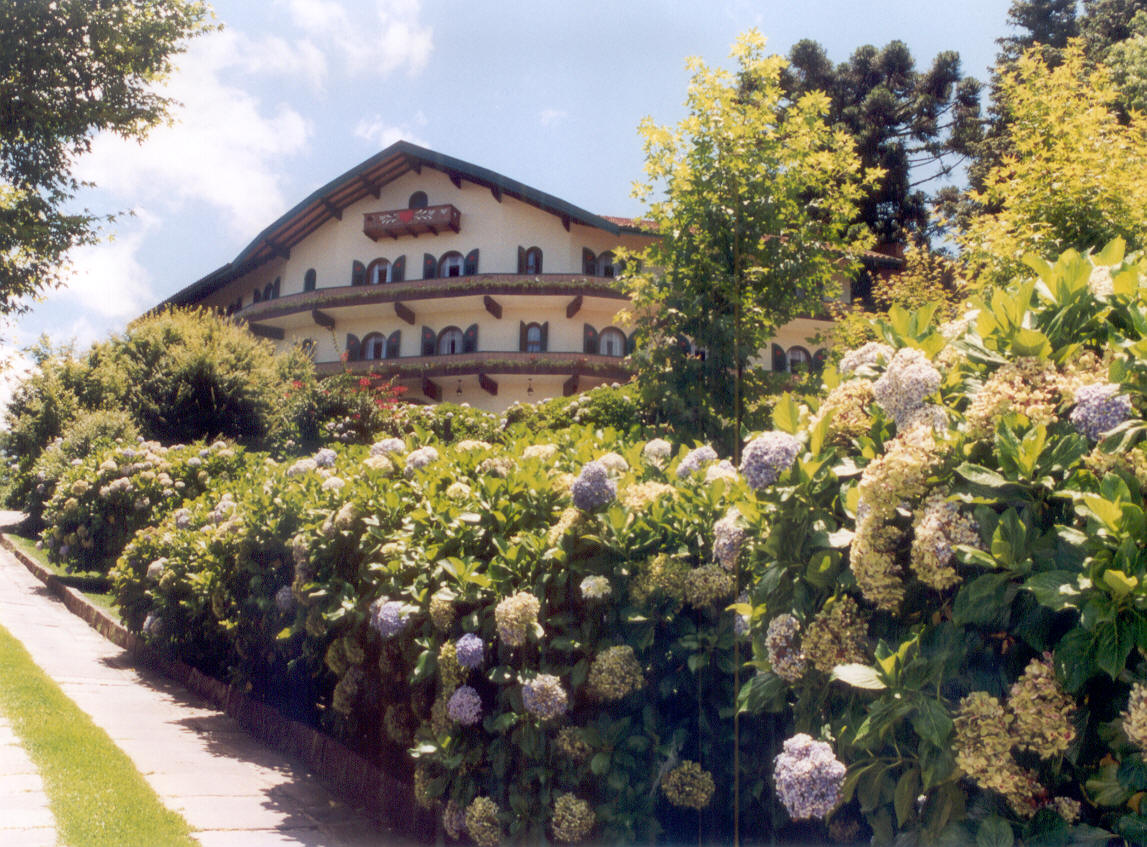
El tradicional Hotel de las Hortensias
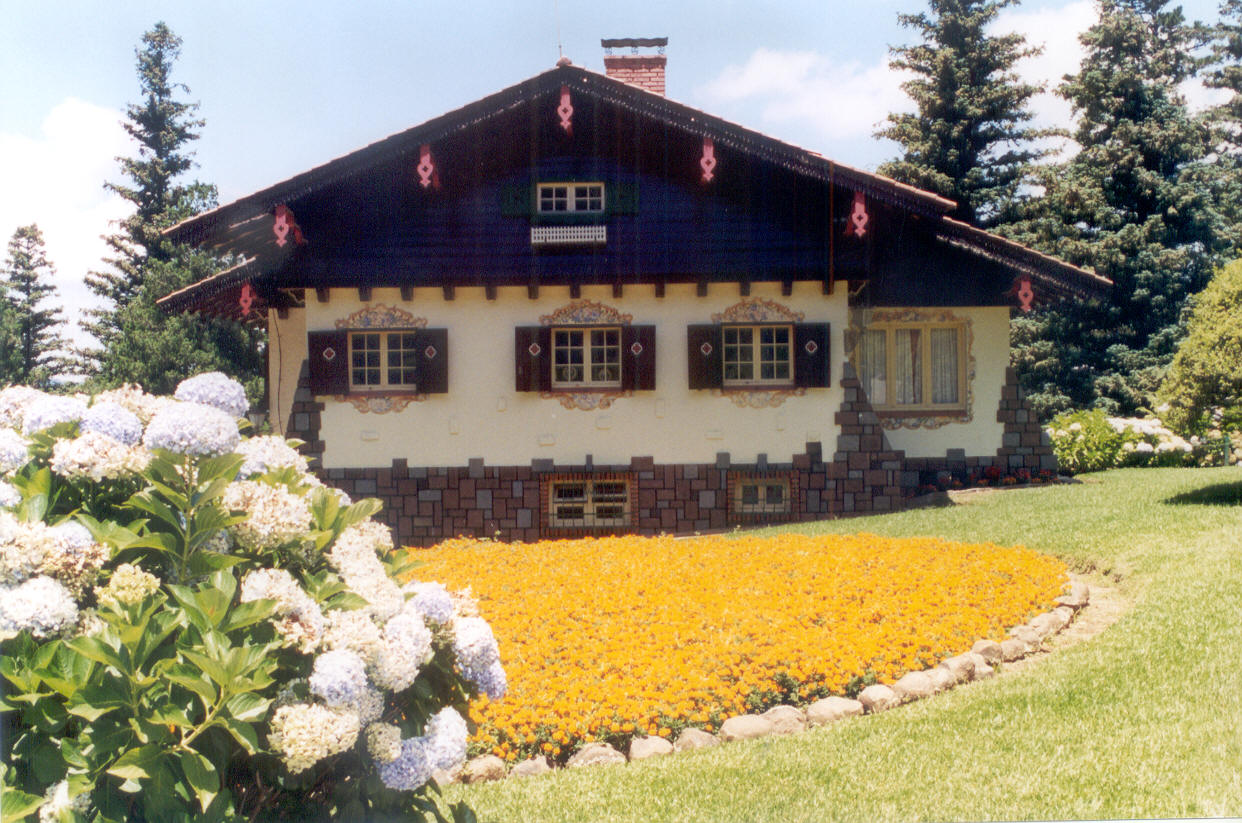
Cabaña bávara en el Parque Knorr
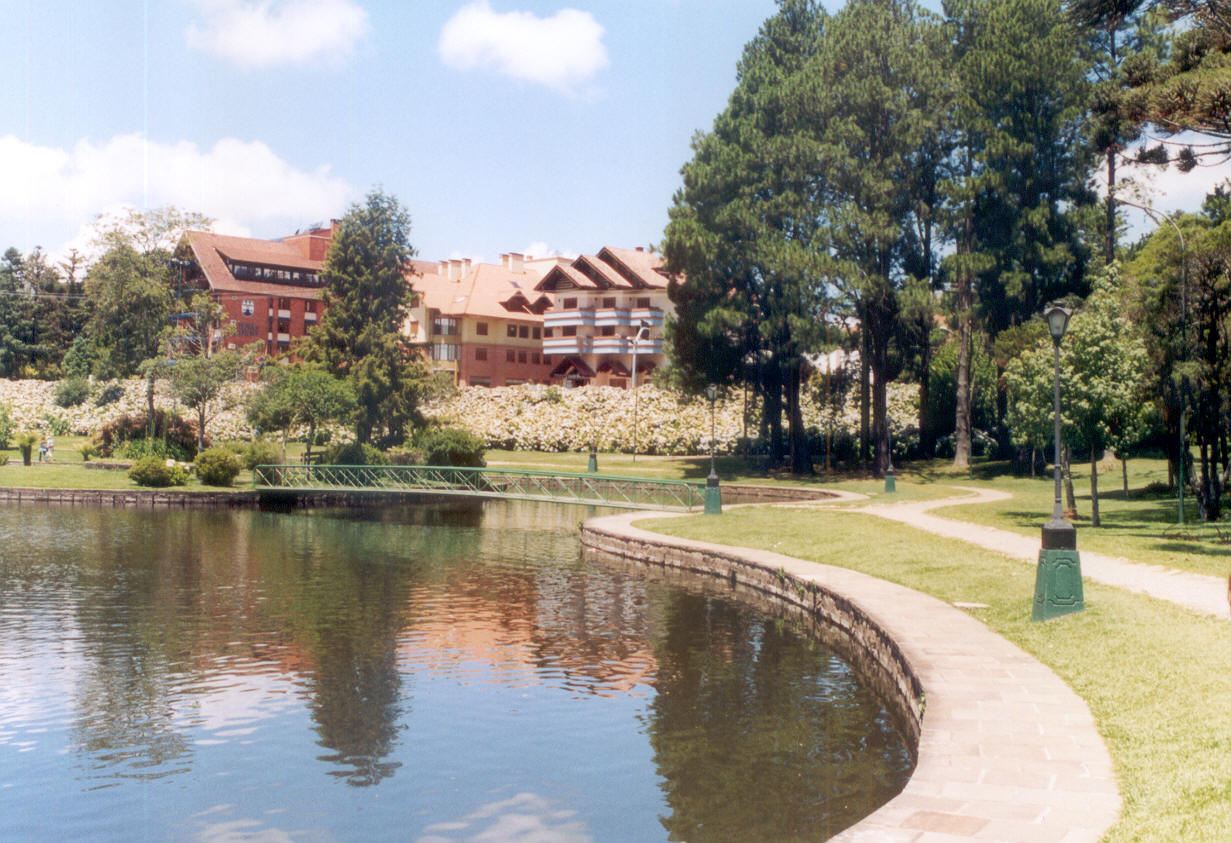
Lago Joaquina Rita Bier
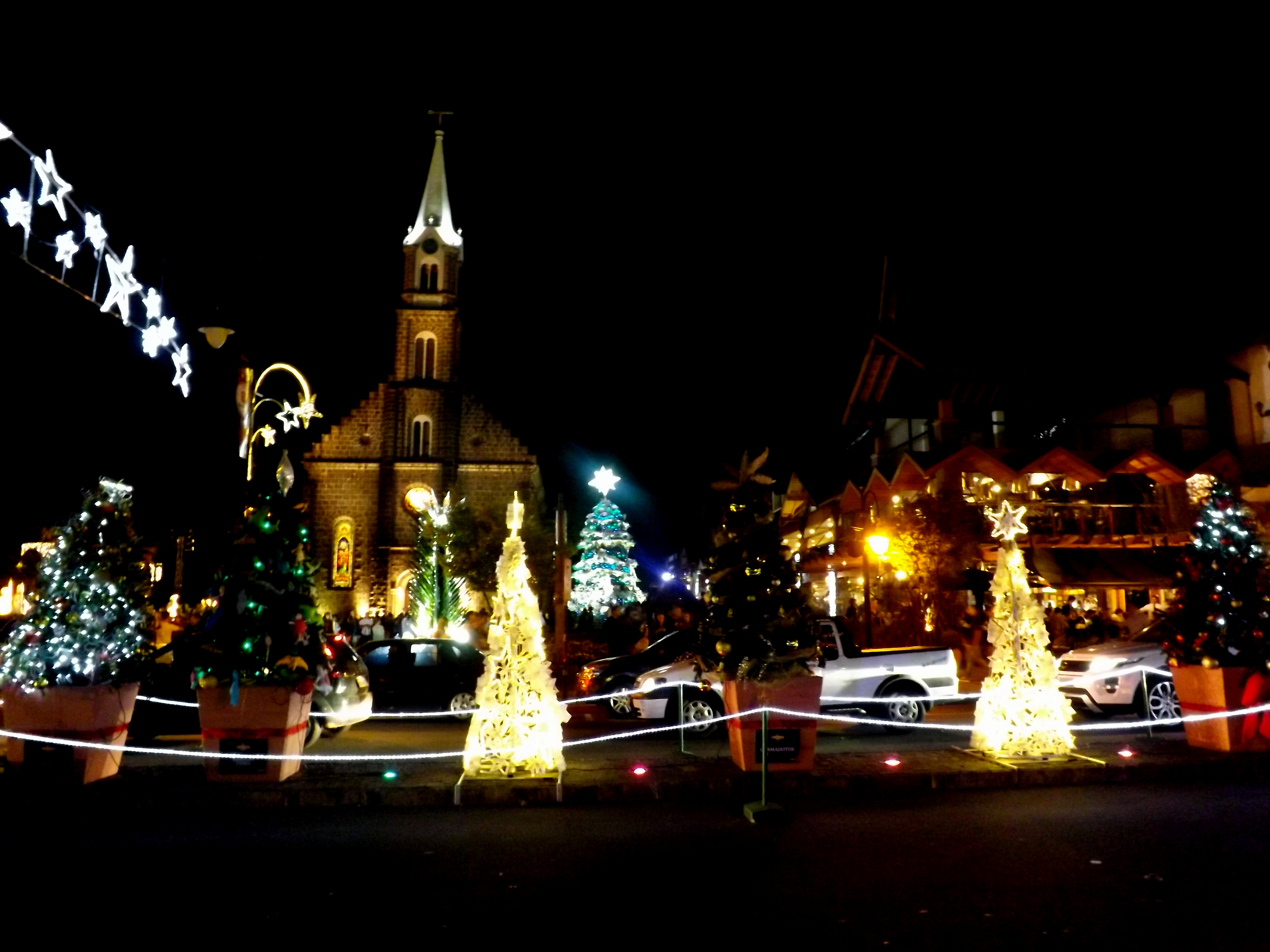
Natal-Luz, donde entre octubre y noviembre la ciudad se engalana para la Navidad
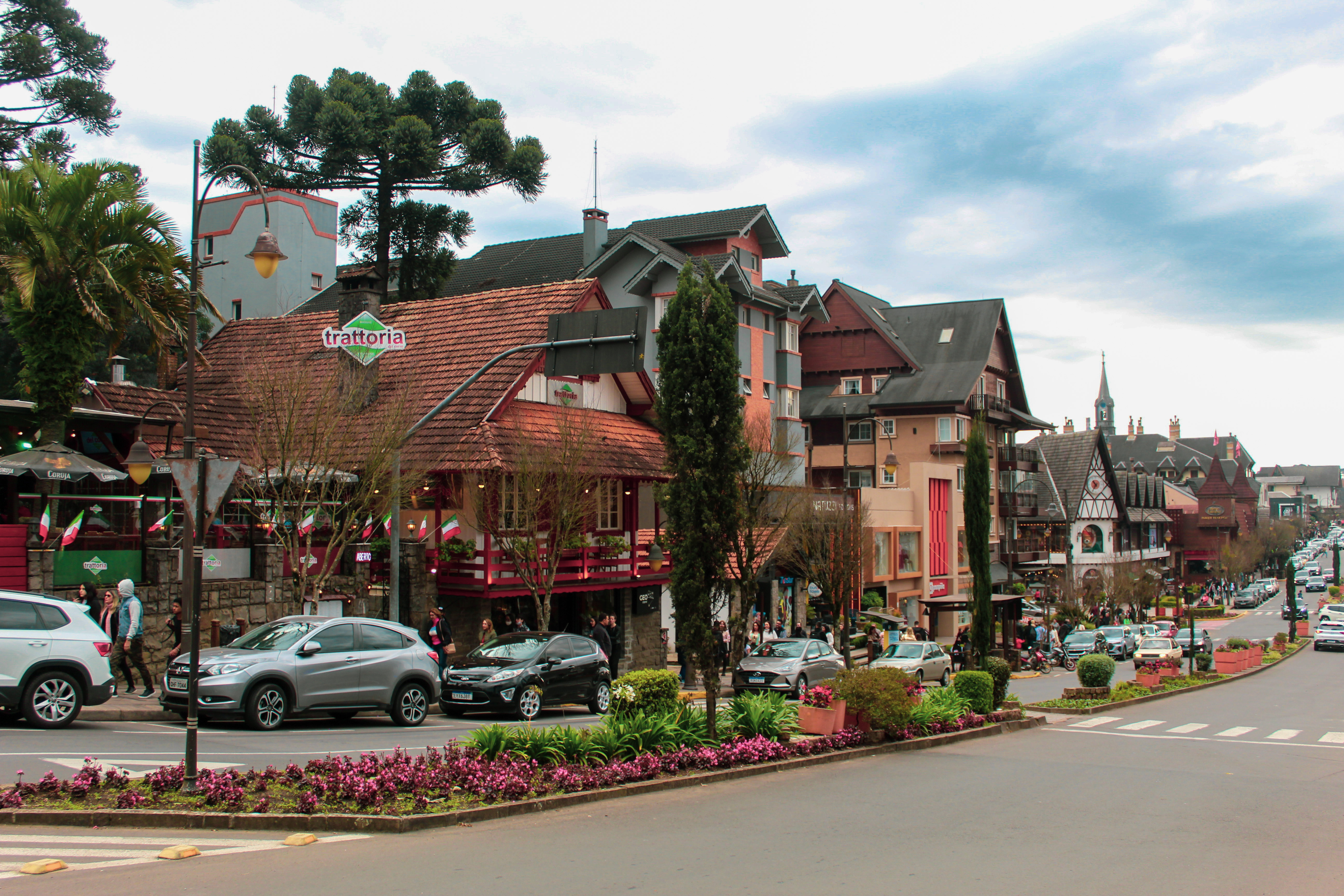
La cocina italiana, además de la de otros países, toda de alto nivel, es uno de los atractivos de la ciudad
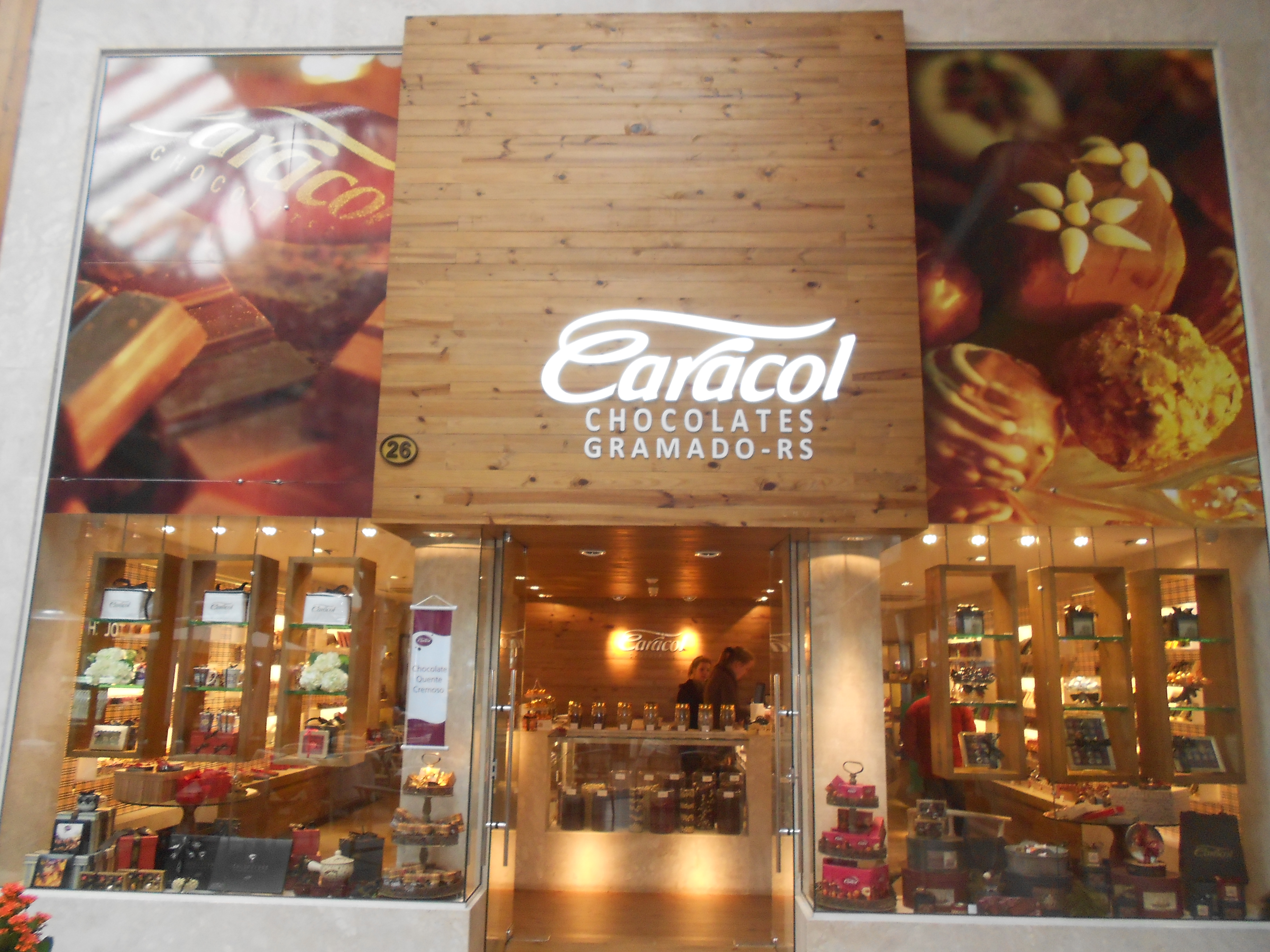
Docenas de chocolaterías artesanales repartidas por toda la ciudad son una característica llamativa
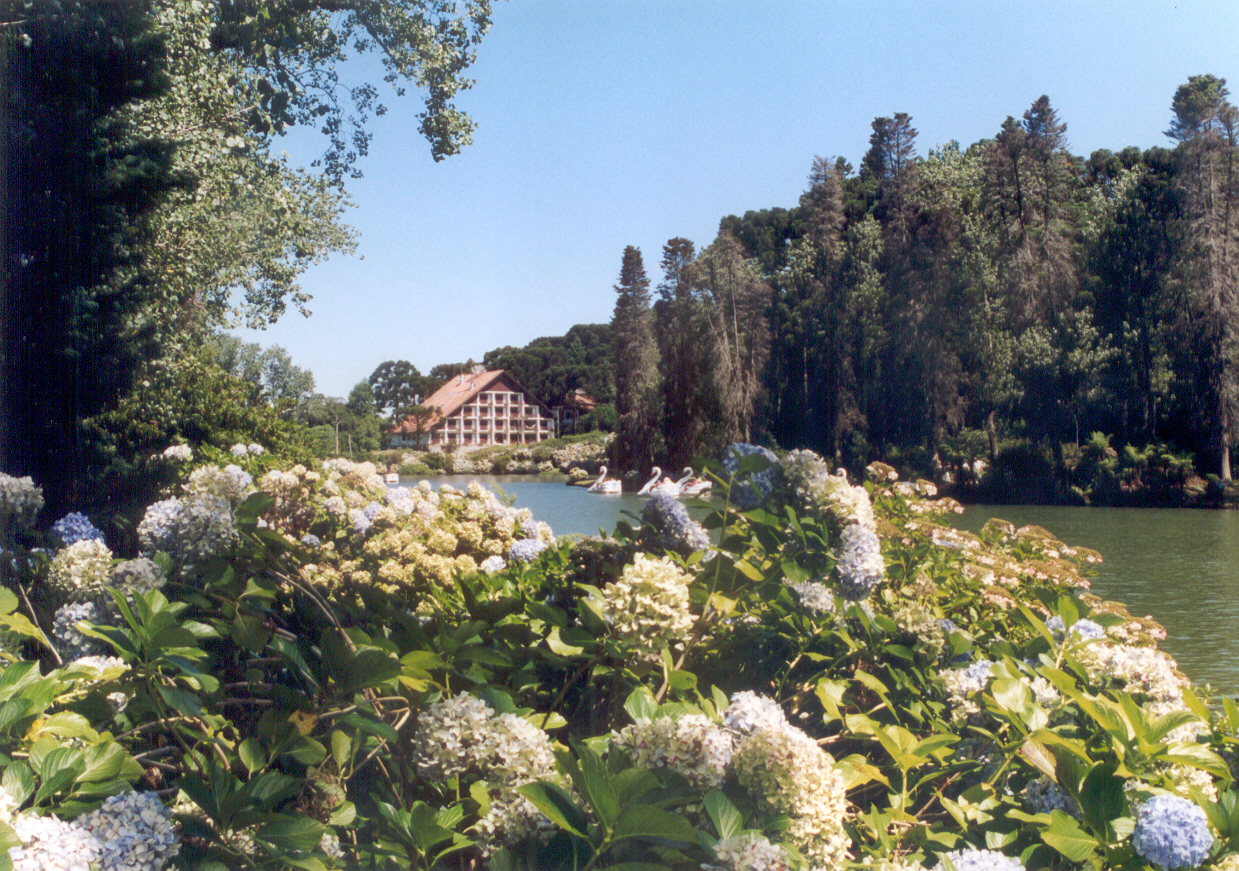
Lago Negro, postal de la ciudad

## Ciudades Hermanas
- Puerto Varas, Chile[3]